# Куна Яла
Гуна Яла (на испански: Guna Yala) е една от 5-те територии на централноамериканската държава Панама. Намира се в североизточната част на страната. Площта ѝ е 2358 квадратни километра и има население от 47 341 души (по изчисления за юли 2020 г.). Столицата на територията е град Ел Порвенир. Знамето на провинция Гуна Яла е от 1925 г. и се базира на разновидност на свастиката, която е древен символ заложен в културата на местното индианско население.